# Гаспарен, Валери де
Графиня Валери́ Буасье́ де Гаспаре́н (Гаспарэн, фр. Valérie Boissier de Gasparin; 13 сентября 1813 года, Женева — 16 июня 1894 года, Pregny-Chambésy, Швейцария) — известная швейцарская протестантская писательница рационалистического направления, посвятившая себя борьбе с католицизмом и его клерикальными тенденциями. Жена французского политика и писателя А.-Э. Гаспарена (1810—1871).

## Биография
Валери де Гаспарен — дочь крупного землевладельца Огюста-Жака Буасье и пианистки и композитора Каролины Буасье-Бутини. В 1836 году, после смерти матери, обратилась в евангелический ривайвелизм. После двух лет путешествий по Франции и Италии Валери Буассье начала свою литературную карьеру, опубликовав три рассказа под псевдонимом Антуан Гору. Затем последовало более тридцати публикаций в форме очерков, рассказов, романов и даже сборников стихов.
В 1837 году она вышла замуж за графа Аженора де Гаспарена. В 1847 году пара предприняла путешествие в Грецию, Египет и Иерусалим. Стремясь осуществлять благотворительную деятельность в чисто протестантской манере, в 1858 году она создала приют для людей скромного происхождения, страдающих ревматическими заболеваниями. В следующем, 1859 году, создала первую в мире светскую школу для медсестер, École de La Source. После смерти мужа в 1871 году Валери де Гаспарен полностью посвятила себя писательской деятельности, а также публиковала переводы английских романов.

## Идеи и творчество
Полная эмансипация разума и совести от влияния католических доктрин — в области духовной, и полное ограждение семейного очага от внушений иезуитов и воздействия монастырей — в жизни: таковы задачи, которые Гаспарен преследовала в своих многочисленных и разнообразных сочинениях. Её также чрезвычайно занимали вопросы, касавшиеся брака и положения женщины в обществе.
В её сочинениях, посвященных этим вопросам, отстаивается принцип нерасторжимости брака как необходимой и единственной формы социальной жизни для женщины.
- Одно из этих сочинений — «Mariage au point de vue chretien» (1842) — было удостоено монтионовской премии за добродетель (prix de vertu).
- Ту же премию получило ещё «Il y a des pauvres à Paris et ailleurs».
- Первый труд, которым Гаспарен обратила на себя внимание, был «Voyage d’une ignorante dans le midi de la France et dans l’Italie» (1835).
- Затем она выпустила «Quelques d éfauts des chrétiens d’aujourdhui», труд, который послужил как бы общим введением к изданному ей впоследствии замечательному исследованию: «Les Corporations monastiques au sein du protestantisme» («Монашеские корпорации в протестантизме», 1855), в котором автор обнаружила тонкую наблюдательность и художественный талант. В труде она критиковала институт протестантских диаконис, видя в нём проявление монашеского духа, присущего католицизму.
- Из других сочинений Г. наиболее заслуживают внимания выдержавшие по нескольку изданий:
  - «Horizons prochains»,
  - «Voyage à Constantinople»,
  - «Allons faire fortune à Paris»,
  - «Livre pour les femmes mariées»,
  - «Horizons célestes»,
  - «Vesper»,
  - «Tristesses humaines» ,
  - несколько сборников путевых заметок и впечатлений по Сирии, Египту, Палестине.